# Friedrich Wilhelm Wedekind

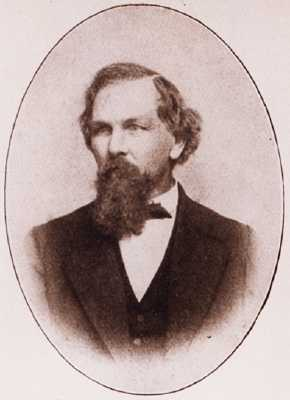
Wilhelm Wedekind (1816–1888)

Friedrich Wilhelm Wedekind (* 21. Februar 1816 in Harste bei Göttingen; † 11. Oktober 1888 in Lenzburg) war ein deutscher Arzt und Immobilienmakler. Er war der Vater des Arztes Armin (Francis) Wedekind (1863–1934), des Schriftstellers, Dramatikers und Schauspielers Benjamin Franklin Wedekind (1864–1918), des Farmers William Lincoln Wedekind (1866–1935), der Sopranistin Frieda Marianne Erica Wedekind (1868–1944), des Schriftstellers Donald Lenzelin Wedekind (1871–1908) und der Lehrerin Emilie Richewza Wedekind (1876–1969). Sein 2020 von Stephen Parker herausgegebenes Kalifornisches Tagebuch ist zusammen mit seinem bislang unveröffentlichten Californischen Geschäfts-Buch, 1849–1864 eine wichtige Quelle für die Forschung zu Werk und Person Frank Wedekinds.

## Leben
Friedrich Wilhelm Wedekind (Rufname Wilhelm) war das erste Kind des Königlich Hannoverschen Amtmanns Wilhelm Wedekind (25. Juli 1770–30. Juli 1838) und dessen Ehefrau Friederike Dorothee Wedekind geb. Stock (7. Dezember 1795–5. April 1870). Er wuchs in Esens in Ostfriesland auf. Von 1830 bis 1835 besuchte er das Gymnasium in Celle. Danach studierte er bis 1842 in Göttingen, Würzburg, Wien, Berlin, Hannover und Paris Medizin.
Nachdem er kurzzeitig eine Arztpraxis im ostfriesischen Aurich betrieben hatte, reiste er von 1843 bis 1844 durch Kleinasien und Kurdistan. Er trat in türkische Dienste und arbeitete als Arzt in einem Bergwerk in Keban. Aufgrund einer "typhusartigen Erkrankung" hielt er sich 1844 bis 1845 länger in Konstantinopel auf und reiste dann nach Smyrna, dem heutigen Izmir. Dort blieb er bis Dezember 1845. Die beiden nachfolgenden Jahre verbrachte er bei Verwandten in Italien (Dezember 1845 bis April 1846 mit dem Stationen Palermo, Neapel und Rom) sowie in Frankreich, wo er sich insbesondere in Paris aufhielt, bevor er im Dezember 1847 wieder auf ein Jahr nach Deutschland zurückkehrte. In der Heimatstadt Esens begann er sich im Rahmen der 1848er-Bewegung politisch und journalistisch zu betätigen und setzte diese Tätigkeit in Hannover und in Frankfurt am Main fort. Nach Frankfurt war er seinem Vetter Eduard Wedekind gefolgt, der Abgeordneter in der Paulskirche war. Zusammen mit diesem nahm er als "Korrespondent verschiedener Zeitungen" an den Verhandlungen in der Paulskirche teil, wobei er, "linksliberal" gesinnt, "eine auf demokratischer Grundlage ruhende, konstitutionelle Regierungsform" verfocht.
Nach der gescheiterten März-Revolution wanderte Wilhelm Wedekind 1849 nach Amerika aus und eröffnete in San Francisco, damals ein Sammelbecken für Goldgräber, als Forty-Eighter eine Arzt- und Apothekerpraxis. Hauptsächlich handelte er jedoch mit Immobilien und kam damit in nur wenigen Jahren zu einem "Vermögen". 1850 war Wilhelm in San Francisco "Gründungspräsident des Deutschen Vereins", 1852 dann "Mitbegründer der Deutschen Klinik", 1854 schließlich "Mitbegründer der Allgemeinen Deutschen Unterstützungsgesellschaft". Am 4. Februar desselben Jahres nahm er die Amerikanische Staatsbürgerschaft an. Danach ging er für gut zweieinhalb Jahre wieder nach Europa.
Als eine "der tragenden Säule[n] der deutschen Kolonie" in San Francisco begann Wedekind im Frühjahr 1861 eine Affäre mit der verheirateten, 24 Jahre jüngeren Sängerin Emilie Schwegerle geb. Kammerer (Emilie Wedekind-Kammerer). Die Vorstellungen über eine gemeinsame, im Mai 1861 beschlossene Zukunft gingen jedoch von Beginn an sehr weit auseinander. Das mag dazu beigetragen haben, dass Emilie Wilhelm über viele Monate lang hinhielt. Als Emilie im März 1862 von Wilhelm schwanger wurde und bald darauf auch aufgrund weiterer Kalamitäten die Scheidung von ihrem Ehemann Hans Schwegerle beantragte, kaufte Wilhelm sie durch Bestechung der Justiz und von Zeugen quasi aus ihrer Ehe heraus. All dies, die ruchbar gewordene Affäre zum einen, Emilies seitens der Öffentlichkeit als Ungeheuerlichkeit empfundener Scheidungsantrag zum anderen und der fragwürdige Scheidungsprozess zum dritten war nicht nur Emilies Ansehen in San Francisco sehr abträglich – ihre Karriere als gefeierte Sängerin endete abrupt –, sondern auch dem diesbezüglich ausgesprochen empfindlichen Wilhelm, der den stadtbekannten "Skandal" nur mit Mühe aus der Presse halten konnte. Eine Folge davon waren lebenslange, mit "Zornausbrüchen und bösen Beschuldigungen" einhergehende Vorhaltungen des wohl auch über sein eigenes Verhalten verbitterten Wilhelm seiner Frau gegenüber.
Am 29. Januar 1863 wurde Wilhelms und Emilies erstes Kind Armin geboren, am 28. März heirateten die beiden dann in Oakland, nachdem Emilies erste Ehe am 3. Januar 1863 rechtskräftig geschieden worden war. Im Frühling 1864 kehrten sie schließlich nach Europa zurück und siedelten sich zunächst in Hannover an, wo am 24. Juli Frank Wedekind geboren wurde. "Angewidert durch die Politik Bismarcks", verließen sie aber Deutschland nach 8 Jahren und zogen in die Schweiz – Wilhelm hatte dort das "extravagante Schloss Lenzburg" gekauft, "das einst Kaiser Friedrich Barbarossa" gehört hatte. Er stattete das Schloss mit Mobiliar, Gemälden, Kupferstichen, Miniaturen, Rüstungen, Waffen, Kostümen, Teppichen und Büchern aus. Seine Sammlungen wurden vor dem Verkauf des Schlosses versteigert.
Die zwar mit sechs Kindern gesegnete, ansonsten aber für beide Teile äußerst unbefriedigend verlaufende Ehe von Emilie und Wilhelm Wedekind war ein "Spektakel voller Zurecht- und Schuldzuweisungen". Sie belastete ihre Kinder schwer und beeinflusste deren Leben nachhaltig. Dabei versuchten beide Ehepartner, die Hintergründe für das Scheitern der Ehe, das nicht nur mit dem Altersunterschied und den unterschiedlichen Lebensauffassungen zusammenhing, sondern insbesondere mit dem "abenteuerlichen Leben" Emilies vor der Zeit in San Francisco und mit den gemeinsam mit Wilhelm erlebten vier kalifornischen Jahren, im Dunkeln zu lassen und stattdessen "Anekdoten" und "Legenden" zu präsentieren. So wurde Wilhelms Kalifornisches Tagebuch, das den in den Jahren 1912 bis 1914 verfassten Lebenserinnerungen (Untertitel) seiner Frau Emilie Für meine Kinder hinsichtlich der kalifornischen Jahre in "wesentlichen Aspekten [...] zuwiderläuft", erst nach seinem plötzlichen Tod am 11. Oktober 1888 von Frank Wedekind in dessen Nachlass gefunden.

## Veröffentlichungen
- Die Wedekinds in Amerika. Das "Journal amoureux" seines Vaters – übersetzt von Frank Wedekind. Herausgegeben und mit einem Essay von Stephen Parker. Wallstein, Göttingen 2020, ISBN 978-3-8353-3731-2.